# NGC 4205
NGC 4205 ist eine spiralförmige Radiogalaxie vom Hubble-Typ Sbc im Sternbild Drache am Nordsternhimmel. Sie ist schätzungsweise 70 Millionen Lichtjahre von der Milchstraße entfernt und hat einen Durchmesser von etwa 35.000 Lichtjahren. Vom Sonnensystem aus entfernt sich die Galaxie mit einer errechneten Radialgeschwindigkeit von näherungsweise 1.500 Kilometern pro Sekunde.
Gemeinsam mit PGC 213955 bildet sie ein optisches Galaxienpaar und gilt als Mitglied der vier Objekte umfassenden Lyons Groups of Galaxies LGG 274. Im selben Himmelsareal befinden sich unter anderem die Galaxien NGC 4238, PGC 38788, PGC 2659676, PGC 2663023.
Das Objekt wurde am 4. Oktober 1861 von Heinrich Louis d’Arrest entdeckt.